# 大雄與風之使者
《多啦A夢：大雄與風之使者》（香港又译作，台湾又译作）是多啦A夢第24部長篇作品，2003年3月8日放映。由藤子·F·不二雄製作公司根據多啦A夢單行本第六卷的《小颱風》改編而成。原作者是藤本弘，導演是芝山努。電影票房是25億4000萬日圓。

## 故事大綱
風子在偶然的機會下認識了大雄，並被大雄收留成為好朋友。大雄、哆啦A夢和帶風子無意間闖進了風之村，這裡的人都是利用風從事所有的事情。此時，被封印已久善於利用風做壞事的嵐族邪惡族長烏蘭達被喚醒過來，竟然想重新利用怪物馬風卡征服世界，可愛的風子竟然是怪物馬風卡的一部份，為了拯救世界及風子，大雄及哆啦A夢將要一起經歷一個不可思議的旅程。

## 作品特徵
這部作品主要描述大雄與風子之間的友情，而且比起之前的作品亦感性得多。雖說是友情，但卻讓人感覺有少少像描述愛情一樣，特別當大雄拿著另一個可愛的公仔，風子出現吃醋的一面。風子失望地走後，大雄亦後悔鬧走風子，最後雙方亦和好，象徵一對朋友及情侶即使鬧翻亦能和好如初。作品整體來說，都是描述大雄與風子一起冒險，可憐的風子多次被捉去，而大雄亦都十分緊張，當大雄有危險時，風子亦都陪伴在他身邊。讓人不禁聯想身邊的親人及朋友，在危難時不停支持自己。特別當大雄與風子在監獄相遇時，亦象徵同甘共苦。而最令人催淚的一幕，莫過於風子最後犧牲自己。風子犧牲後，更進一步描寫大雄之前與風子之間的回憶，十分感人，而且亦是多啦A夢系列少有的情節。

## 人物角色
※本作在香港存在兩個粵語配音版本。
- 公映版本：2005年8月4日先在香港戲院上映、後來收錄於DVD及VCD，由寰宇國際發行。2023年由新映影片接手發行，以DVD套裝重新推出。
- TVB版本：2007年4月9日在翡翠台首播，及後亦曾在TVB旗下頻道重播。2024年獲高清修復於myTV SUPER上線。

### 宣傳片旁白
- 香港
  - 預告片（公映版本）：林保全（多啦A夢）、盧素娟（大雄）
  - 電視首播宣傳片（TVB版本）：不明

### 原著角色
| 角色    | 配音員     | 配音員   | 配音員  | 配音員 | 配音員 |
| 角色    | 日本       | 香港     | 香港    | 臺灣   | 臺灣   |
| 角色    | 日本       | 公映版本 | TVB版本 | 國語   | 客語   |
| ------- | ---------- | -------- | ------- | ------ | ------ |
| 哆啦A夢 | 大山羨代   | 林保全   | 林保全  | 陳美貞 | 劉韶蕙 |
| 大雄    | 小原乃梨子 | 盧素娟   | 曾慶珏  | 楊凱凱 | 徐敏莉 |
| 靜香    | 野村道子   | 梁少霞   | 梁少霞  | 許淑嬪 | 王旻瑛 |
| 胖虎    | 立壁和也   | 陳卓智   | 陳卓智  | 于正昇 | 黃振尉 |
| 小夫    | 肝付兼太   | 黃鳳英   | 黃鳳英  | 劉傑   | 陳佾玄 |

### 電影角色
| 角色     | 角色     | 角色     | 配音員     | 配音員   | 配音員   | 配音員   | 配音員   | 介紹 |
| 香港譯名 | 香港譯名 | 台灣譯名 | 日本       | 香港     | 香港     | 臺灣     | 臺灣     | 介紹 |
| 公映版本 | TVB版本  | 台灣譯名 | 日本       | 公映版本 | TVB版本  | 國語     | 客語     | 介紹 |
| -------- | -------- | -------- | ---------- | -------- | -------- | -------- | -------- | --- |
|          |          |          | 金井美香   | （待考） | （待考） | 林美秀   | 彭月春   | 大雄的颱風小孩。身體隱藏在玩具布偶中，蘊藏著神秘的力量。 |
|          |          |          | 愛河里花子 | 陳安瑩   | 伍秀霞   | 林芳雪   | 王旻瑛   | 風之村的少年。一班少年的領導者，陪伴大雄等人對抗馬風卡。 |
|          |          |          | 西原久美子 | 劉惠雲   | 何璐怡   | 許淑嬪   | 劉于慈   | 天吉的妹妹，起初受到嵐族的襲擊被哆啦A夢相助。 |
| 長老     | 長老     | 長老     | 穗積隆信   | 葉偉麟   | 盧國權   | 陳宗岳   | 唐川     | 風之村的長老，率領大家粉碎嵐族的野心。 |
|          |          |          | 佐藤佑子   | （待考） | 林丹鳳   | 于正昌   | 鍾少庭   | 風之村的少年。 |
|          |          |          | 北川悠仁   | （待考） | 雷碧娜   | 何志威   | 徐佑驊   | 風之村的少年。 |
|          |          |          | 岩澤厚治   | （待考） | 謝潔貞   | 陳美貞   | 劉于慈   | 風之村的少年。 |
| 耶克     | 因格     | 雅可     | 小林修     | （待考） | 譚炳文   | （待考） | 楊明剛   | 風之人民所信仰的山神。 |
|          |          |          | 屋良有作   | 黃志明   | 黃子敬   | 陳宗岳   | 黃紹彬   | 企圖侵略風之村的嵐族族長，真實身份是22世紀的考古學家。目標為以瑪風卡的颱風力量橫掃地球。最後其陰謀以風子與瑪風卡同歸於盡的結果而宣告失敗，後被時空警察逮捕。 |
|          |          |          | 小林清志   | 葉振聲   | 盧國權   | 何志威   | 楊明剛   | 嵐族的邪惡咒術師。其靈魂在過去被風之村的人封印，悄悄地利用哆啦A夢的隨意門到達地球後附身於小夫讓瑪風卡復活，然而他實際上是被史提姆利用，最後被史提姆封印。    |
| 格蘭多   | 格蘭多   | 格蘭多   | （待考）   | （待考） | （待考） | （待考） | （待考） | 他和風子一樣是颱風的小孩，但是他的個性粗暴，是個非常危險的東西。                                                                                             |
|          |          |          | （待考）   | （待考） | （待考） | （待考） | （待考） | 風之龍 |

## 工作人員
- 原作：藤本弘
- 導演：芝山努
- 編劇：岸間信明
- 演出（導演助理）：朴京順
- 總繪畫指導：渡邊步
- 繪畫原作：藤子製作株式會社
- 美術設定：沼井信朗
- 美術指導：清水敏幸
- 攝影指導：梅田俊之
- 剪接：岡安肇 (岡安晉升有限公司)
- 助理剪接：小島俊彥、中葉由美子、村井秀明、川崎晃洋、三浦圭貴
- 錄音指導：浦上靖夫
- 原創音樂：堀井勝美
- 動作音效設計：庄司雅弘 (嘶嘶聲創作有限公司)
- 動作音效設計助手：北方將實 (嘶嘶聲創作有限公司)
- 繪畫指導：加來哲郎、金子志津枝、藤森雅也、柳田義明
- 動畫檢査：原鐵夫、江野澤柚美、中峰千歲、中野惠美、中澤美奈子、江川陽司
- 色彩設計：松谷早苗、稲村智子
- 色彩指定：下浦亜弓、中島淑子、確井彩子
- 成品檢査：高木理恵、大浦聡子、都甲晃子
- 成品擔當：野中幸子
- 成品掃瞄：田中淑子、柴田邦浩
- 特殊效果：橋爪朋二
- 數碼特殊效果：三浦里奈
- 原畫繪畫：尾鷲英俊、丸山宏一、山森英司、大杉宜弘、柴田和子、小柳信行、山崎繪里、志田晴美、山崎猛、末吉裕一郎、池田和美、上野真里子、吉岡忍、篠原真紀子、大城勝、大久保修、松井理和子、鈴木大司、淺野文影、六崎光幸、佐藤卓志、杉江敏治、粉川剛、赤城博昭、道旗義宣、田中敦子、青山浩行、矢野雄一郎、增田敏彦、赤城由高、長濱博史、村田耕一、川添博基、原田峰文
- 基本設定：川本征平
- 背景繪畫：工藤剛一、野村可南子、磯淵千歌、江島浩一、渡邊美里
- 背景掃瞄：株式會社掃描屋
- 合成攝影：福田寬、手塚千鶴子、松澤秀子、伊藤修一、市川智、花井延昌、櫻井洋平、桶田一展、羽鳥貢、佐藤敬子、佐佐木和宏、中村紀
- 視覺效果設計：堤規至
- 片頭字幕合成：柏原健二
- 背景音樂録音：内沼映二
- 背景音樂製作協力：音響員工、跨公司
- 音響後期製作：音頻規劃U
- 音響後期製作辦理：山口沙耶香、加藤知美
- 音響後期製作進行：井澤基、鈴木紀子
- 錄音室：輔助動力裝置目黑工作室
- 混音師：田中章喜、田口信孝
- 助理混音：大城久典、内山敬章、山本寿、金子俊也
- 數碼光學錄音：西尾曻
- 杜比音效顧問：河東努、森幹生(大陸遠東有限公司)
- 底片沖印：株式會社東京現像所
- 文藝：瀧原彌生
- 製作事務：杉野友紀、服部高弘
- 製作進行：吉田成彥、外崎真、吉家康介、大橋永晴、村元克彥、上野弘泰、菅野淳之
- 製作辦理：吉田有希、大金修一
- 監製：小倉久美、大澤正享、梶淳、濱田千佳
- 執行監製（出品人）：山田俊秀、木村純一
- 動畫製作：新銳動畫株式會社
- 製作協力：藤子製作株式會社、旭通一企
- 製作：朝日電視台株式會社、小學館株式會社、新銳動畫株式會社

## 主題歌
| 歌曲           | 作詞     | 作曲     | 演唱 |
| -------------- | -------- | -------- | ---- |
| 直到重逢的那天 | 北川悠仁 | 北川悠仁 | 柚子 |

## 備註
1. 中國大陸吉林美術出版社漫畫版譯名
2. 中國大陸吉林美術出版社漫畫版譯名
3. 中國大陸吉林美術出版社漫畫版譯名
4. 中國大陸吉林美術出版社漫畫版譯名
5. 中國大陸吉林美術出版社漫畫版譯名
6. 中國大陸吉林美術出版社漫畫版譯名
7. 中國大陸吉林美術出版社漫畫版譯名
8. ↑  香港青文漫畫版及彩色電影版譯名
9. ↑  台灣青文漫畫版譯名
10. ↑  香港青文及台灣青文大長篇漫畫譯名，電影中沒出現名字。

## 外部連結
- 互联网电影数据库（IMDb）上《大雄與風之使者》的资料（英文）
- Yahoo奇摩電影上《大雄與風之使者》的資料（繁體中文）
- 開眼電影網上《大雄與風之使者》的資料（繁體中文）
- 时光网上《大雄與風之使者》的資料（简体中文）
- 豆瓣电影上《大雄與風之使者》的資料 （简体中文）
- 《電影哆啦A夢: 大雄與風之使者》台灣官方網站 （页面存档备份，存于）